# Metaconchoecia pusilla
Metaconchoecia pusilla är en kräftdjursart som först beskrevs av G. W. Müller 1906.  Metaconchoecia pusilla ingår i släktet Metaconchoecia och familjen Halocyprididae. Inga underarter finns listade i Catalogue of Life.